# بلوط سیاه
بلوط سیاه (نام علمی: Quercus nigra) نام یک گونه از سرده بلوط است.